# Zaroumèye (Kanan-Bakaché)
Zaroumèye (auch: Zaroumey) ist ein Dorf in der Landgemeinde Kanan-Bakaché in Niger.

## Geographie
Das von einem traditionellen Ortsvorsteher (chef traditionnel) geleitete Dorf befindet sich rund 22 Kilometer östlich des Hauptorts Kanan-Bakaché der gleichnamigen Landgemeinde, die zum Departement Mayahi in der Region Maradi gehört. Zu den Siedlungen in der näheren Umgebung von Zaroumèye zählen Gouradjé im Nordosten, Dan Djirgaoua im Südosten und Dan Kori im Westen.
Es herrscht das Klima der Sahelzone vor, mit einer durchschnittlichen jährlichen Niederschlagsmenge zwischen 300 und 400 mm.

## Bevölkerung
Bei der Volkszählung 2012 hatte Zaroumèye 4640 Einwohner, die in 522 Haushalten lebten. Bei der Volkszählung 2001 betrug die Einwohnerzahl 3441 in 417 Haushalten und bei der Volkszählung 1988 belief sich die Einwohnerzahl auf 2689 in 343 Haushalten.
Die Bevölkerungsdichte in diesem Gebiet ist für nigrische Verhältnisse hoch.

## Wirtschaft und Infrastruktur
Das Gebiet der Ebenen im südlichen Teil der Region Maradi, in dem die Siedlung liegt, ist von einer anhaltenden Degradation der ackerbaulichen Flächen gekennzeichnet, die mit der hohen Bevölkerungsdichte in Zusammenhang steht. Die Niederschlagsmessstation in Zaroumèye wurde 1986 in Betrieb genommen. Im Dorf ist ein Gesundheitszentrum des Typs Centre de Santé Intégré (CSI) vorhanden. Der CEG Zaroumèye ist eine Schule der Sekundarstufe des Typs Collège d’Enseignement Général.